# Какудзо Окакура
Теншин Окакура (на японски: 岡倉 天心 Okakura Tenshin) е японски учен и писател на произведения в жанра исторически роман и документалистика. Счита се за една от най-значимите и енигматични фигури в японското изкуство и култура в периода Мейджи. Пише под псевдонима Какудзо Окакура (на японски: 岡倉 覚三 Okakura Kakuzō).

## Биография и творчество
Какудзо Окакура е роден на 14 февруари 1863 г. в Йокохама, Канагава (тогава провинция Мусаши), Япония, в самурайско семейство, по-късно баща му става богат търговец на коприна. Възпитан е в традиционните японски идеали и умерен национализъм. На 7 години започва да изучава английски език в мисионерско училище, ръководено от д-р Къртис Хепбърн, а през 1873 г. постъпва в Чуждоезиковото училище в Токио. На 15 години постъпва в Токийския имперски университет, където през 1880 г. завършва английска филология. Един от преподавателите му е американския философ Ърнест Фенолоза, на когото впоследствие става преводач при обиколките му в Япония.
След дипломирането си работи в Министерството на образованието. През 1882 г. става преподавател в Професионалното училище (сега Университет „Сеншу“).
През 1887 г. е съосновател на Токийската школа за изящни изкуства, на която е ректор в продължение на 10 години. Допринася много за организацията на Японската академия на изкуствата. През 1889 г. става един от основателите на списание „Кока“ посветено на изкуството на Изтока.
През 1902 г., по време на пътуване до Индия, се запознава с Рабиндранат Тагор. През 1904 г. е поканен от Уилям Бигълоу в Музея за изящни изкуства в Бостън и през 1910 г. става първият ръководител на отдела за азиатско изкуство.
Най-известните му произведения са „Идеалите на Изтока“, „Пробуждането на Япония" и „Книга за чая“. Пише на английски език. В емблематичната си „Книга за чая“ разяснява поетично и завладяващо историята на чая и всички аспекти на японската чайна церемония, и за културата, историята и философията на Изтока.
Произведенията на писателя са подходящи за запознаване на западния свят с Япония, с манталитета на източния човек. Теорията му за изкуството носи духа на Изтока, с неговата фината поетична интуиция. Той е активен поддръжник на запазването на основите на традиционната японска култура и на традиционната японска живопис нихонга.
Какудзо Окакура умира на 2 септември 1913 г. в Миоко, Ниигата, Япония.
През 1967 г. в Токио, на мястото на създаването на Токийската школа за изящни изкуства, е открит Мемориален парк на негово име.

## Произведения
частична библиография
- The Ideals of the East (1903)
- The Awakening of Japan 1904)
- The Book of Tea (1906)
Книга за чая, изд. „ЛИК“ (2002), прев. Данчо Господинов